# Uiasca
Uiasca is een dorp in het zuiden van de gemeente Bascov (district Argeș) en telt 1226 inwoners (2011). Het is het op twee na grootste dorp van de gemeente en grenst aan Pitești, de hoofdstad van Argeș. De oudste vermelding van het dorp stamt uit 1451. In dat jaar plaatste woiwode Vladislav II verschillende dorpen, waaronder Uiasca, onder het gezag van bojaren.

## Toponiem
Uiasca werd in de laat-middeleeuwse periode onder verschillende namen vermeld: Uiesti, Oiasca of Uiasca. Dit zou erop duiden dat de naam van het dorp een Roemeense oorsprong heeft en dat het afgeleid is van het Roemeense woord voor "schaap" ("oi"). Volgens de overlevering werden in het gebied al in de oudheid grote kuddes schapen gehouden. Langs het dorp zou een trekroute van schaapherders hebben gelegen van de Transsylvanische Alpen door de vallei van de Argeșrivier naar de Beneden-Donauvlakte ten zuiden van Pitești.